# Orthogonius brancuccii
Orthogonius brancuccii – gatunek chrząszcza z rodziny biegaczowatych i podrodziny Orthogoniinae.

## Taksonomia
Gatunek ten opisali w 2006 roku Ming-yi Tian oraz Thierry Deuve.

## Opis
Ciało tęgie. Języczek o dwu szczecinkach na wierzchołku. Palpiger z bez szczecinek u podstawy. Labrum wypukłe na przedniej krawędzi. Parzyste  i nieparzyste międzyrzędy pokryw równej szerokości, gładkie. Pokrywy wyraźnie poszerzone na bokach. Bródka naga. Blaszka wierzchołkowa edeagusa tęga i szeroka.

## Występowanie
Gatunek ten występuje w Tajlandii.